# Candy 66
Candy 66 é uma banda venezuelana de metal alternativo formada em 1998 na cidade de Caracas.

## Integrantes
- Jean Carlo de Oliveira - vocal e guitarra
- Alejandro Angulo - guitarra e vocal de apoio
- Alejandro Martínez - baixo
- Guillermo Moreno - bateria

## Discografia
- 2001: P.O.P.
- 2003: A+
- 2005: 5 Mundos
- 2008: Evolutio